# Anisodus tanguticus
Anisodus tanguticus ist eine Pflanzenart aus der Gattung Anisodus innerhalb der Familie der Nachtschattengewächse (Solanaceae). Die Art ist in der Volksrepublik China verbreitet.

## Beschreibung
Anisodus tanguticus ist eine ausdauernde, krautige Pflanze, die Wuchshöhen von 40 bis 80 (selten bis 100) cm erreicht. Die Wurzeln sind kräftig, sie Stängel unbehaart oder behaart. Die Laubblätter besitzen 1 bis 3,5 cm lange Blattstiele, die Blattspreiten sind lanzettlich, langgestreckt oder eiförmig, sie werden 8 bis 20 cm lang und 2,5 bis 9 cm breit, sind dick papierartig und unbehaart oder selten auch behaart. Der Blattrand ist ganzrandig oder grob ein- oder zweizähnig.
Die Blüten stehen aufrecht oder nickend an 1,5 bis 8 (selten bis 11) cm langen, unbehaarten oder behaarten Blütenstielen. Der Kelch ist glockenförmig oder fast trichterförmig, 2,5 bis 4 cm lang und mit breit dreieckigen, leicht ungleichen und unbehaarten Zipfeln besetzt, die nach vorn spitz oder stumpf sein können. Die Krone ist purpurn oder dunkel-purpurn, manchmal auch blass gelb-grün. Sie ähnelt in der Form dem Kelch, wird 2,5 bis 3,8 cm lang, so dass nur der Kronsaum über den Kelch hinaus steht. Die Kronröhre ist auf der Außenseite behaart, die Behaarung nimmt in Richtung Basis zu. Die Kronlappen sind gerundet. Die Staubblätter sind nur halb so lang wie die Krone, die Staubfäden werden etwa 0,8 mm lang, die langgestreckten Staubbeutel 5 bis 8 mm. Der Griffel ist 1,2 cm lang.
Zur Fruchtreife verlängert sich der Blütenstiel auf eine Länge von 6 bis 8 cm und steht aufrecht, der Kelch wird etwa 6 bis 7,5 cm und weist hervorstehende Rippen und Adern auf. In ihm befindet sich eine Kapsel von etwa 2 cm Durchmesser.
Die Chromosomenzahl beträgt 2n = 48.

## Verbreitung
Die Art ist in der Volksrepublik China verbreitet und kommt dort auf sonnigen, grasigen Hängen vor. Die Standorte befinden sich in den Provinzen Gansu, Qinghai, im Nordwesten und Südwesten Sichuans, im Osten Xizangs und im Nordwesten Yunnan.